# Belgisches Militärordinariat

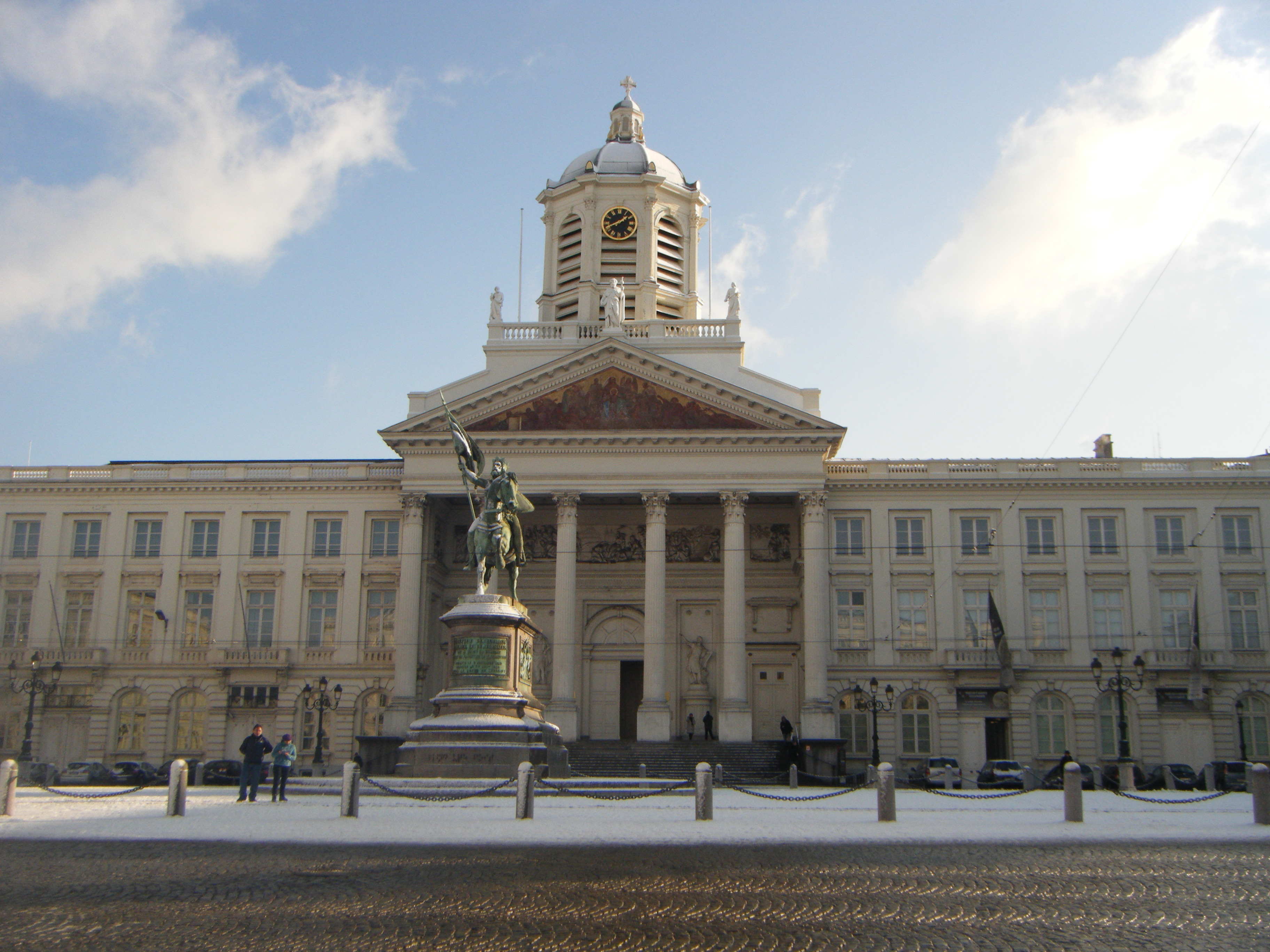
Militärkathedrale Brüssel

Das Belgische Militärordinariat ist ein Militärordinariat in Belgien und zuständig für die belgischen Streitkräfte.

## Geschichte
Das Militärordinariat im Königreich Belgien betreut Angehörige der belgischen Streitkräfte katholischer Konfessionszugehörigkeit seelsorgerisch. Es wurde durch Papst Pius XII. am 7. September 1957 errichtet. Nach gegenseitigem Beschluss zwischen dem Heiligen Stuhl und dem Königreich Belgien befindet sich der Sitz des belgischen Militärordinariats in Brüssel. Aus der Verlautbarung der päpstlichen Bulle vom 7. September 1957 zunächst als Militärvikariat, wurde der Erzbischof von Mecheln, Jozef-Ernest Kardinal Van Roey, als Apostolischer Vikar von Belgien (Militär) in sein Amt eingeführt. Das Amt des Militärbischof hatte bisher immer der Erzbischof von Mecheln später Mecheln-Brüssel inne.

## Militärbischöfe
| Nr. | Name                           | Amt                            | von                | bis              |
| --- | ------------------------------ | ------------------------------ | ------------------ | ---------------- |
| 1   | Jozef-Ernest Kardinal Van Roey | Erzbischof von Mecheln         | 1957               | 6. August 1961   |
| 2   | Leo Josef Kardinal Suenens     | Erzbischof von Mecheln-Brüssel | 24. November 1961  | 1979             |
| 3   | Godfried Kardinal Danneels     | Erzbischof von Mecheln-Brüssel | 15. September 1980 | 27. Februar 2010 |
| 4   | André-Joseph Léonard           | Erzbischof von Mecheln-Brüssel | 27. Februar 2010   | 6. November 2015 |
| 5   | Jozef Kardinal De Kesel        | Erzbischof von Mecheln-Brüssel | 6. November 2015   | 28. Juni 2023    |
| 6   | Luc Terlinden                  | Erzbischof von Mecheln-Brüssel | 28. Juni 2023      |                  |